# Heather Lechtman
Heather Nan Lechtman (* 14. Oktober 1935 in New York City) ist eine US-amerikanische Archäologin und Materialwissenschaftlerin (Archäometrikerin). Sie ist Professorin für Archäologie und Technikgeschichte (Ancient Technology) am Massachusetts Institute of Technology und Gründungsdirektorin des Center for Materials Research in Archaeology and Ethnology, einer 1977 gegründeten gemeinsamen Einrichtung von Boston University, Brandeis University, Harvard University, University of Massachusetts Boston, University of Massachusetts Amherst, Massachusetts Institute of Technology, Museum of Fine Arts Boston, Tufts University und Wellesley College.
Lechtman erreichte im Jahr 1956 am Vassar College einen Bachelorabschluss in Physik und 1966 an der New York University sowohl einen Master in Fine Arts (Schöne Künste) und Archäologie als auch ein Diplom in Archaeological Conservation (archäologische Denkmalpflege). Sie arbeitete von 1956 bis 1960 für das Memorial Sloan-Kettering Cancer Center, von 1960 bis 1962 für das American Institute of Physics und 1963/64 für das Brookhaven National Laboratory. 1967 wurde sie Forschungsassistentin am Massachusetts Institute of Technology, an dem sie 1974 eine Professur erhielt.
Heather Lechtman befasst sich aus materialwissenschaftlicher Sicht mit Technik und Werkstoffkultur prähistorischer Gesellschaften, insbesondere deren Metallurgie, sie betreibt also Archäometallurgie. Hier konnte sie insbesondere zu den Kulturen des Andenraums beitragen und nachweisen, dass schon in präkolumbischer Zeit in den Gebieten der nördlichen Küste von Peru und des Hochplateaus Altiplano (vom bolivianisch-chilenisch-peruanischen Grenzgebiet bis Nordwest-Argentinien) Metallurgie intensiv betrieben wurde und sich nach Norden ausbreitete. Sie stellte dabei technische Unterschiede zur europäischen Metallurgie fest.
1984 wurde Lechtman mit einem MacArthur Fellowship ausgezeichnet („Genie-Preis“) und 1988 in die American Academy of Arts and Sciences gewählt. Für ihre 50-jährige Zugehörigkeit zum Massachusetts Institute of Technology erhielt sie 2017 die Auszeichnung 50-year achievement des Institutes.